# Liste der Baudenkmale in Werder (bei Altentreptow)
In der Liste der Baudenkmale in Werder sind alle denkmalgeschützten Bauten der Gemeinde Werder (Mecklenburg-Vorpommern) und ihrer Ortsteile aufgelistet. Grundlage ist die Veröffentlichung der Denkmalliste des Kreises Demmin mit dem Stand vom 18. Dezember 1996. 

## Baudenkmale nach Ortsteilen

### Werder
| ID | Lage    | Bezeichnung                                                    | Beschreibung | Bild           |
| -- | ------- | -------------------------------------------------------------- | ------------ | -------------- |
|    | (Karte) | Kirche mit Friedhof, Feldsteinmauer und Kuppa eines Taufsteins |              | Weitere Bilder |

### Kölln
| ID | Lage       | Bezeichnung                                   | Beschreibung | Bild           |
| -- | ---------- | --------------------------------------------- | ------------ | -------------- |
|    | Dorfstraße | Kriegerdenkmal 1914/18                        |              |                |
|    | Dorfstraße | Straßenpflaster                               |              |                |
|    | (Karte)    | Kirche mit Kirchhof und Feldsteintrockenmauer |              | Weitere Bilder |

### Wodarg
| ID | Lage       | Bezeichnung                                        | Beschreibung | Bild           |
| -- | ---------- | -------------------------------------------------- | --- | -------------- |
|    | Dorfstraße | Gutsanlage mit                                     | |                |
|    | (Karte)    | - Gutshaus                                         | 1733 erbaut, 1919 seitlicher Anbau nach Plänen des Architekten Wilhelm Freiherr von Tettau. Das Gutshaus ist ein eingeschossiger Putzbau von 7 Achsen, drei weitere entfallen auf den Anbau und den zurückgesetzten Verbindungstrakt. | *Gutshaus      |
|    | (Karte)    | - zwei Ställen auf der linken Seite der Gutsanlage | |                |
|    | (Karte)    | - Wirtschaftsgebäude rechts neben dem Gutshaus     | |                |
|    | (Karte)    | - Park                                             | |                |
|    | (Karte)    | Kirche                                             | | Weitere Bilder |

## Quelle
- Karte der Baudenkmale im Geoportal des Landkreises